# Ducado da Grande Polônia
O Ducado da Grande Polónia (em polonês: Księstwo wielkopolskie; em latim: Ducatus Poloniae Maior) era um principado distrital na Grande Polônia que era um feudo do Reino da Polônia. Foi formada em 1138 a partir dos territórios do Reino da Polônia, na sequência da sua fragmentação iniciada pelo Testamento de Boleslau III. Em 1177, o estado se separou nos ducados de Poznań, Gniezno e Kalisz, e se uniu novamente em 1279, durando dessa forma até 1320, quando foi incorporado novamente ao Reino da Polônia. A sua capital era Poznań.

## História

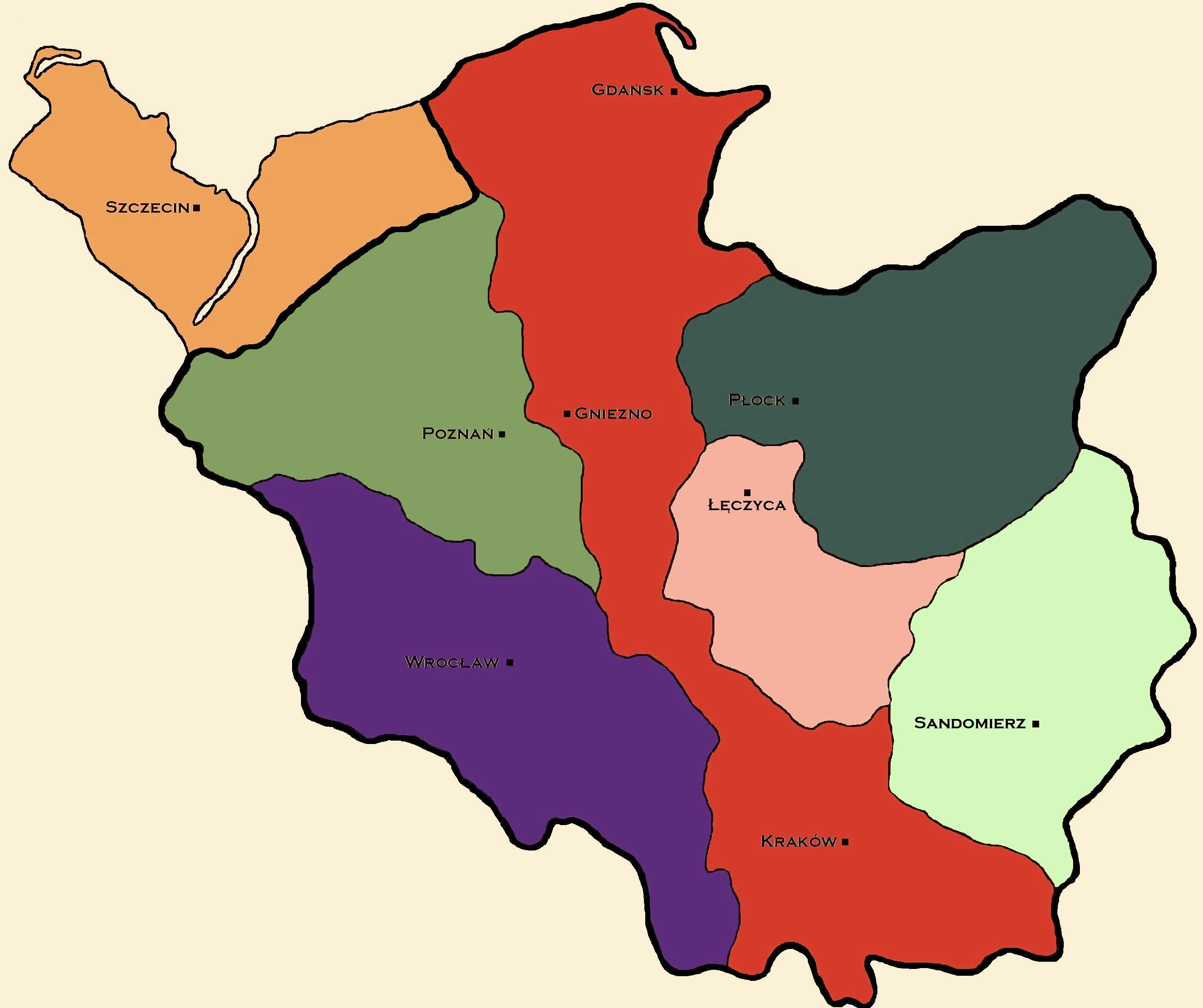
Fragmentação da Polónia em 1138:
Ducado da Grande Polônia de Miecislau III composto pela Grande Polônia Ocidental

Após a morte do duque polonês Piasta Boleslau III Wrymouth em 1138, seu país foi dividido por seu testamento em 4-5 províncias hereditárias distribuídas entre seus filhos. O falecido duque também estabeleceu a Província do Seniorado de Cracóvia para o mais velho Vladislau II, designado Alto Duque de toda a Polônia. 

### Miecislau, o Velho
Como uma dessas províncias, a Grande Polónia foi dada a Miecislau III, o Velho, o terceiro filho do falecido duque Boleslau. O duque Miecislau III, o Velho, governou inicialmente a parte ocidental das terras da Grande Polônia em Poznań. Seu domínio fazia fronteira com o Ducado Polonês da Silésia, no sul, com a Província do Seniorato, no leste, e com as terras da Pomerânia, no norte. No oeste, as terras da Grande Polônia se estendiam até a Terra de Lubusz, na fronteira oeste da Polônia, onde em 1157 o conde ascaniano Alberto, o Urso, estabeleceu a Marca Imperial de Brandemburgo. 
Após a morte do irmão de seu Miecislau, Boleslau IV em 1173, ele também se tornou Grão-Duque da Polônia de acordo com o princípio da antiguidade agnática estabelecido no testamento de Boleslau. No entanto, ele logo teve que enfrentar uma rebelião em Cracóvia instigada por magnatas da Pequena Polônia liderados por seu irmão mais novo, Casimiro II, o Justo, com o apoio do próprio filho de Mieszko, Odon, temendo por sua herança. Casimiro assumiu o título de alto ducal, enquanto em 1179 Odon chegou a expulsar seu pai das terras da Grande Polônia. Mieszko fugiu para o Ducado da Pomerânia na corte do duque Bogislau I, marido de sua filha Anastasia . 
Com o apoio das forças da Pomerânia, Mieszko em 1181 conseguiu retornar ao seu ducado e também conquistar as terras adjacentes de Gniezno e Kalisz, anteriormente parte da Província do Seniorato. Odon foi forçado a deixar Poznań e manteve apenas uma pequena faixa de terra ao sul do rio Obra . Embora as tentativas subsequentes de Miecislau, de recuperar o título de alto ducal tenham falhado, em 1186 ele foi capaz de expandir ainda mais seu ducado pelas terras adjacentes da Cujávia até o Vístula, no leste, que havia sido governado por seu falecido sobrinho, o duque Lesco da Masóvia . Ele deu a Cujávia a seu filho Boleslau, no entanto, após a morte de Bolesław em 1195, as terras foram novamente separadas da Grande Polônia, quando Mieszko teve que ceder a Kuyavia ao filho de Casimiro, o duque Conrado da Masóvia, em 1199. 
Em 1191, Miecislau finalmente reconquistou Cracóvia, no entanto, sua decisão de confiar o governo da Pequena Polônia a seu filho Mieszko, o Jovem, provou ser um fracasso: Casimiro logo recuperou o trono polonês e Mieszko, o Jovem, fugiu para seu pai, que o instalou como um duque em Kalisz. Quando Miecislau, o Jovem, morreu em 1193, seu pai se reconciliou com seu filho mais velho, Odon, e deu-lhe o Ducado de Kalisz. Após a morte de Odon no ano seguinte, todas as terras da Grande Polónia foram reunidas sob o governo de Miecislau, o Velho; ele cedeu os territórios do falecido Odon ao sul do rio Obra para seu único filho sobrevivente, Ladislau III Laskonogi. Em 1994, Miecislau, o Velho, havia sobrevivido aos seus irmãos. No entanto, o filho de Casimiro, Lesco I, o Branco, tal como o seu pai, não reconheceu o seu governo em Cracóvia. Após a morte de Miecislau em 1202, seu filho Ladislau logo foi confrontado com as reivindicações rivais levantadas por seu primo. 

### Ladislau Laskonogi e Ladislau Odonic

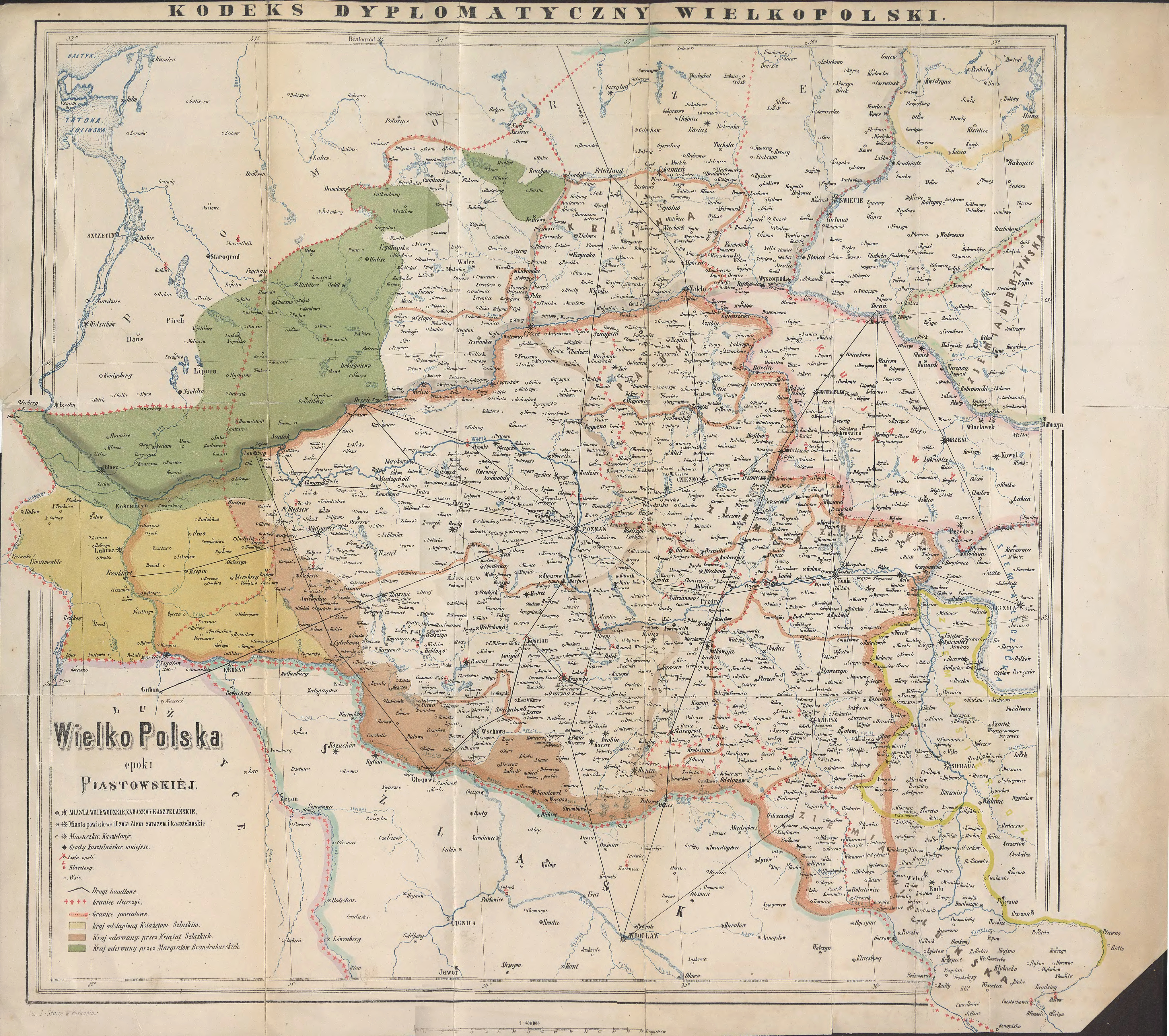
Mapa do Ducado da Grande Polônia do século XIII. Territórios perdidos no século XIII marcados em amarelo (Terra de Lubusz) e verde (noroeste da Grande Polônia)

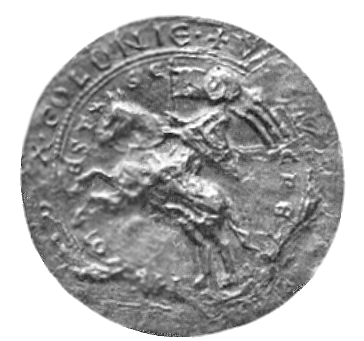
Selo ducal de Ladislau Odonic, 1231

Em 1206, Ladislau Laskonogi finalmente perdeu o alto título ducal para Leszek e, além disso, teve que lidar com seu sobrinho rebelde Ladislau Odonic, filho de seu falecido irmão Odon. Władysław Odonic reivindicou as terras de Kalisz, que seu pai possuía em 1193/94 e conseguiu obter o apoio do Arcebispo de Gniezno, no entanto, suas tentativas de depor seu tio falharam. Pelo menos ele recebeu Kalisz, apoiado pelo duque da Silésia Henrique I, o Barbudo, e a partir de 1216 também governou as terras da Grande Polônia ao sul do Obra, que seu pai manteve até sua morte em 1994. 
Em 1217 o conflito eclodiu novamente, quando Ladislau Laskonogi se reconciliou com Leszek e Henrique e recebeu rédea solta para expulsar Ladislau Odonic, que fugiu para a corte do duque Swietopelk II da Pomerélia. No entanto, mesmo com a ajuda do duque da Pomerânia, Władysław Odonic só conseguiu conquistar as terras da Grande Polónia de Ujście em 1223. Em 1227, Swietopelk invadiu uma assembleia ducal (wiec) em Gąsawa, onde o grão-duque Leszek foi morto e o duque Henrique, o Barbudo, gravemente ferido. Ladislau Laskonogi não compareceu à reunião, o que provavelmente salvou sua vida. Além disso, ele se livrou de seu rival de longa data, Leszek, a quem agora poderia suceder como alto duque. Ladislau Odonic, acusado de envolvimento no ataque, retirou-se para o Ducado da Masóvia, onde forjou outra aliança com o duque Conrado I. Com o apoio da Pomerânia e da Masóvia, ele foi capaz de tomar todo o Ducado da Grande Polônia de Ladislau Laskonogi em 1229. 
Ladislau Laskonogi fugiu para a Silésia e morreu sem descendência dois anos depois, após o que seu sobrinho se tornou o único herdeiro da linhagem da Grande Polônia. No entanto, foi confrontado com reivindicações levantadas pelo duque da Silésia Henrique I, o Barbudo, também alto duque polaco de 1232, que a partir de 1234 conquistou a maior parte dos seus territórios. Quando Henrique I foi sucedido por seu filho Henrique II, o Piedoso, em 1238, Ladislau Odonic foi confinado às terras ao redor de Ujście. Ele morreu no ano seguinte, após o que o grão-duque Henrique II governou toda a Grande Polônia até que ele próprio foi morto na Batalha de Legnica em 1241. 

### Premislau I e Boleslau, o Piedoso

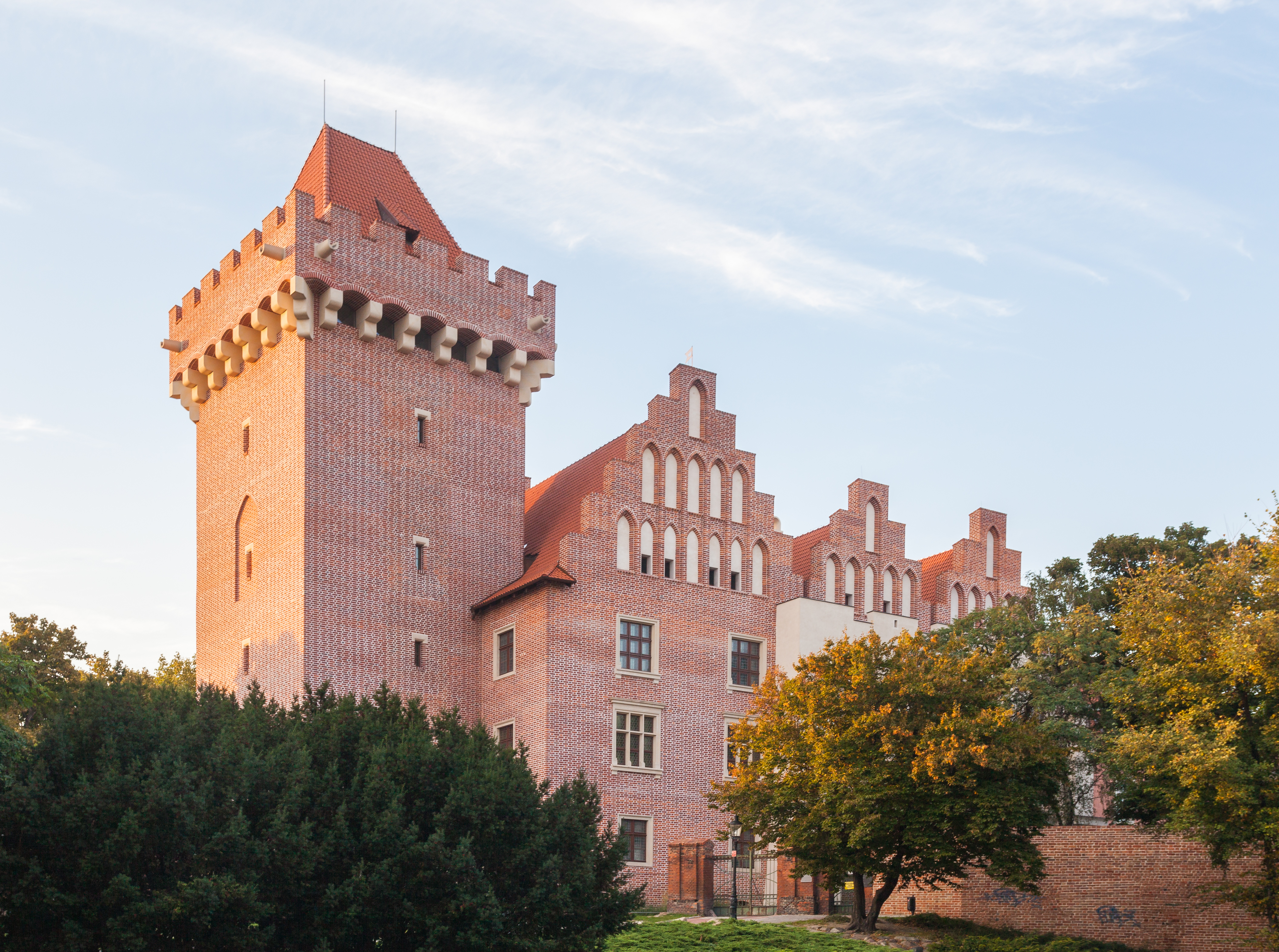
O reconstruído Castelo Real, Poznań em Poznań

A linhagem da Grande Polônia dos Piastas foi continuada pelos filhos de Ladislau Odonic, Premislau I e seu irmão menor Boleslau, o Piedoso, que primeiro tiveram que reconquistar sua herança dos sucessores da Silésia de Henrique, o Piedoso. Pouco depois surgiu um conflito entre os irmãos: em 1247, Boleslau rebelou-se abertamente contra o seu irmão mais velho com a ajuda dos nobres locais e as terras foram formalmente divididas, pelo que o mais jovem recebeu o distrito mais pequeno de Kalisz. As brigas continuaram, pois Boleslau, insatisfeito, também reivindicou as terras de Gniezno. Premislau fez com que ele fosse deposto e preso em 1250, e só em 1253, pela agência do Arcebispo de Gniezno, Boleslau foi reinstalado como Duque de Kalisz e Gniezno. 
Premislau teve que lidar com as políticas expansionistas dos margraves de Brandemburgo João I e Otão III, que adquiriram a Terra de Lubusz na fronteira ocidental de seu ducado do duque da Silésia Bolesław II Rogatka em 1248. Quando ele morreu em 1257, seu irmão Boleslau tornou-se o único governante de toda a Grande Polônia. Em 1264, Boleslau, o Piedoso aprovou o Estatuto de Kalisz, que ampliou os direitos dos judeus em seu ducado. 

### Premislau II
A Grande Polónia foi mais uma vez reunificada sob o governo do filho de Premislau, Premislau II em Poznań em 1279. No oeste, os margraves de Brandemburgo fizeram da Terra de Lubusz o núcleo da Nova Marcha, onde estabeleceram a cidade de Landsberg (atual Gorzów Wielkopolski) em 1257. Premislau II conseguiu enfrentar a expansão de Brandemburgo aliando-se ao seu oponente, o duque Bogislau IV da Pomerânia. Ele controlou brevemente Cracóvia após a morte de Henrique IV, o Justo, mas logo a vendeu ao rei da Boêmia Venceslau II, ele também herdou as terras da Pomerânia devido a um acordo de sucessão com o duque anterior Mestuíno II e até foi coroado rei de toda a Polônia em 1295.  No entanto, a linha da Grande Polónia finalmente foi extinta quando ele foi sequestrado e morto no ano seguinte. Sua sucessão foi reivindicada por seu primo da Cujávia,  Ladislau I, o Breve, que teve que lidar com seu rival da Silésia, o duque Henrique III de Głogów, devido ao fato de Przemysl II ter feito um acordo de sucessão com ambos, enquanto os Brandemburgos finalmente conquistaram a fortaleza estrategicamente importante de Santok, no rio Warta. Em 1300, ambos os Piastas tiveram que renunciar em favor do poderoso rei Venceslau II da Boêmia. 
Após a morte do rei Venceslau em 1305, a rivalidade continuou e após um curto período de governo por duques de vários ramos da dinastia Piasta, a província finalmente caiu nas mãos de Ladislau, que foi coroado rei da Polónia reunificada em 1320. O ducado foi transformado na Voivodia de Poznań e na Voivodia de Kalisz sob a Coroa Polonesa. 

## Duques da Grande Polônia
| A partir de | Duque da Grande Polônia                                                                       | Duque da Grande Polônia                                                                       | Duque da Grande Polônia                                                                       |
| A partir de | Poznań                                                                                        | Gniezno                                                                                       | Kalisz                                                                                        |
| 1138        | Miecislau III, o Velho                                                                        | Parte da Província do Seniorado                                                               | Parte da Província do Seniorado                                                               |
| 1179        | Odon de Poznań                                                                                | Parte da Província do Seniorado                                                               | Parte da Província do Seniorado                                                               |
| 1181        | Miecislau III, o Velho Alto Duque de 1198                                                     | Miecislau III, o Velho Alto Duque de 1198                                                     | Miecislau III, o Velho Alto Duque de 1198                                                     |
| 1191        |                                                                                               |                                                                                               | Miecislau, o Jovem                                                                            |
| 1193        | Odon de Poznań                                                                                |                                                                                               |                                                                                               |
| 1194        |                                                                                               |                                                                                               |                                                                                               |
| 1202        | Ladislau III Laskonogi Alto Duque até 1206 e 1227–1229                                        | Ladislau III Laskonogi Alto Duque até 1206 e 1227–1229                                        | Ladislau III Laskonogi Alto Duque até 1206 e 1227–1229                                        |
| 1207        |                                                                                               |                                                                                               | Ladislau Odonic                                                                               |
| 1217        |                                                                                               |                                                                                               |                                                                                               |
| 1227        |                                                                                               |                                                                                               |                                                                                               |
| 1229        | Ladislau Odonic                                                                               | Ladislau Odonic                                                                               | Ladislau Odonic                                                                               |
| 1234        | Henrique I, o Barbudo                                                                         |                                                                                               | Henrique I, o Barbudo                                                                         |
| 1238        | Henrique II, o Piedoso                                                                        | Henrique II, o Piedoso                                                                        | Henrique II, o Piedoso                                                                        |
| 1241        | Premislau I e Boleslau, o Piedoso                                                             | Premislau I e Boleslau, o Piedoso                                                             | Premislau I e Boleslau, o Piedoso                                                             |
| 1247        |                                                                                               |                                                                                               | Boleslau, o Piedoso                                                                           |
| 1249        |                                                                                               | Boleslau, o Piedoso                                                                           |                                                                                               |
| 1250        | Premislau I                                                                                   | Premislau I                                                                                   | Premislau I                                                                                   |
| 1253        |                                                                                               |                                                                                               |                                                                                               |
| 1257        | Boleslau, o Piedoso                                                                           | Boleslau, o Piedoso                                                                           | Boleslau, o Piedoso                                                                           |
| 1277        |                                                                                               |                                                                                               |                                                                                               |
| 1279        | Premislau II Alto Duque de 1290 a 1291, Rei da Polônia de 1295                                | Premislau II Alto Duque de 1290 a 1291, Rei da Polônia de 1295                                | Premislau II Alto Duque de 1290 a 1291, Rei da Polônia de 1295                                |
| 1296        | Ladislau I, o Breve                                                                           | Ladislau I, o Breve                                                                           | Ladislau I, o Breve                                                                           |
| 1300        | Rei Venceslau II da Boêmia                                                                    | Rei Venceslau II da Boêmia                                                                    | Rei Venceslau II da Boêmia                                                                    |
| 1302        |                                                                                               |                                                                                               |                                                                                               |
| 1306        | Henrique III da Głogóvia                                                                      | Henrique III da Głogóvia                                                                      | Henrique III da Głogóvia                                                                      |
| 1309        | Przemko II, Henrique IV, o Fiel, João de Ścinawa, Boleslau de Oleśnica, Conrado I de Oleśnica | Przemko II, Henrique IV, o Fiel, João de Ścinawa, Boleslau de Oleśnica, Conrado I de Oleśnica | Przemko II, Henrique IV, o Fiel, João de Ścinawa, Boleslau de Oleśnica, Conrado I de Oleśnica |
| 1312        | Przemko II, Henrique IV, João                                                                 | Boleslau e Conrado I                                                                          | Boleslau e Conrado I                                                                          |
| 1313        | Przemko II, Henrique IV, João                                                                 | Boleslau                                                                                      | Conrado I                                                                                     |
| 1314        | Ladislau I, o Breve Rei do Reino da Polônia Unido de 1320                                     | Ladislau I, o Breve Rei do Reino da Polônia Unido de 1320                                     | Ladislau I, o Breve Rei do Reino da Polônia Unido de 1320                                     |
| 1314        | Transformada na Voivodia de Poznań                                                            | Fundido para formar a Voivodia de Kalisz                                                      | Fundido para formar a Voivodia de Kalisz                                                      |

Governantes de Toda a Grande Polônia
- 1194-1202 Miecislau III, o Velho, alto duque polonês de 1198
- 1202–1207 Ladislau III Laskonogi, alto duque polonês até 1206 e 1227–1229
- 1229–1234 Ladislau Odonic
- 1238–1241 Henrique II, o Piedoso da Silésia, alto duque polonês
- 1241–1247 Premislau I e Boleslau, o Piedoso
- 1250–1253 Premislau I
- 1257–1277 Boleslau, o Piedoso
- 1279–1296 Premislau II, alto duque polonês 1290–1291, Rei da Polônia de 1295
- 1296–1300 Ladislau I, o Breve
- 1300–1305 Venceslau II da Boêmia
- 1305–1309 Henrique III de Glogóvia
- 1309–1312 Przemko II de Głogów, Henrique IV, o Fiel, João de Ścinawa, Boleslau de Oleśnica, Conrado I de Oleśnica
- 1314 Ladislau I, o Breve, Rei da Polônia de 1320.

Transformada na província da Grande Polônia do Reino Unido da Polônia, dividida em Voivodia de Poznań e Voivodia de Kalisz.